# Witold Dewojno

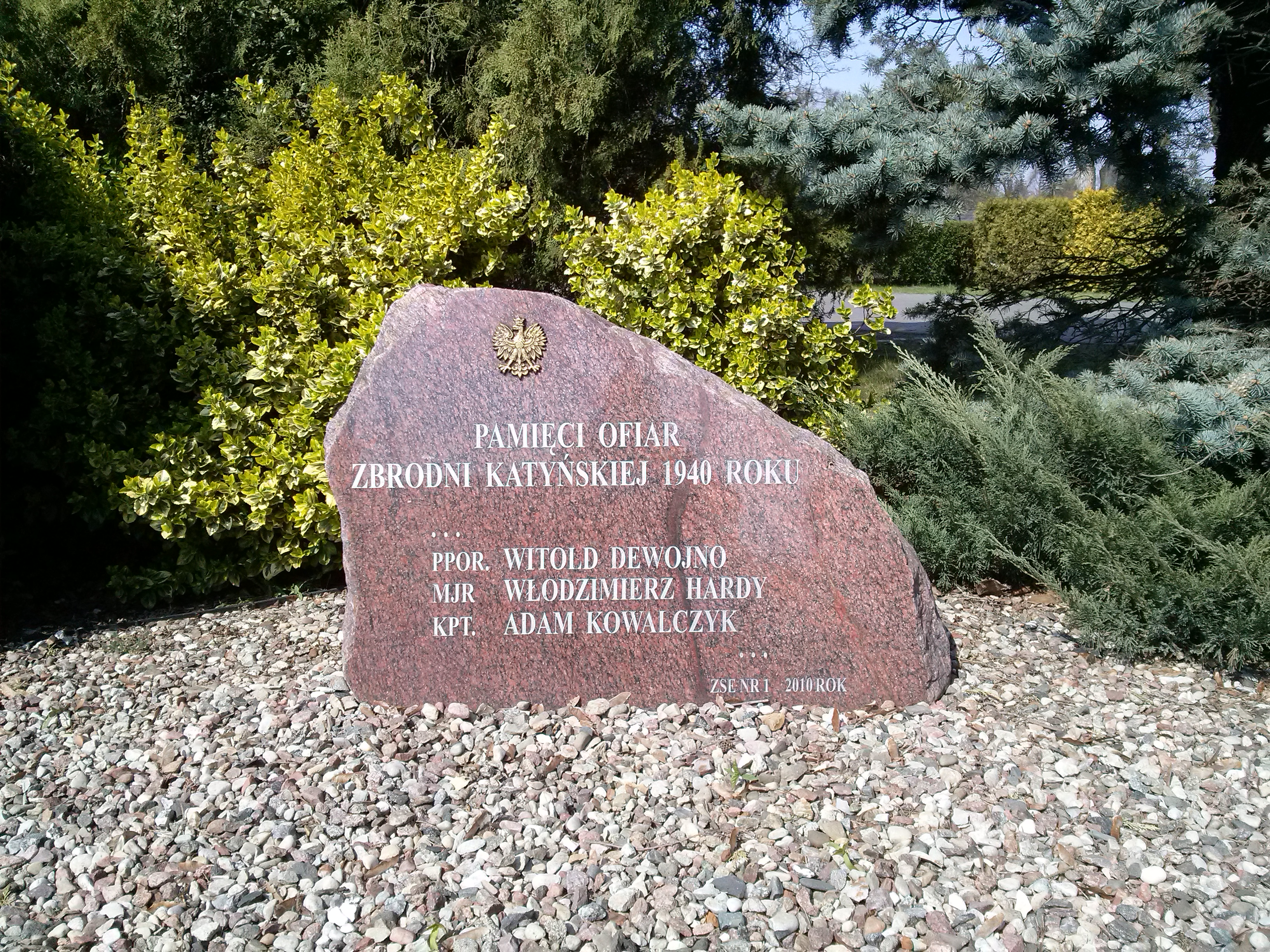
Głaz katyński

Witold Paweł Dewojno (ur. 29 kwietnia 1909 w Quba, zm. prawdopodobnie 27 lub 28 kwietnia 1940 w Katyniu) – polski urzędnik, podporucznik piechoty rezerwy Wojska Polskiego, ofiara zbrodni katyńskiej. 

## Życiorys
Urodził się w Kubie na Zakaukaziu w rodzinie Józefa i Marii z Manikowskich. W 1929 ukończył Szkołę Podchorążych Rezerwy Piechoty nr 7 w Śremie. W 1932 został absolwentem WSH w Poznaniu . Odbył ćwiczenia rezerwy w 57 pp i 5 pp Leg. Od 1 stycznia 1932 w stopniu podporucznika. Był kierownikiem Urzędu Skarbowego w Białymstoku.
W 1939 został przydzielony do 5 pp Leg. Po agresji ZSRR na Polskę w nieznanych okolicznościach wzięty do niewoli sowieckiej. Przebywał w obozie jenieckim w Kozielsku. Wiosną 1940 został przewieziony do Katynia (lista wywózkowa 052/1 z 27 kwietnia 1940) i tam zamordowany przez funkcjonariuszy Obwodowego Zarządu NKWD w Smoleńsku oraz pracowników NKWD przybyłych z Moskwy na mocy decyzji Biura Politycznego KC WKP(b) z 5 marca 1940. Ofiary tego mordu grzebano w bezimiennych mogiłach zbiorowych, gdzie od 28 lipca 2000 mieści się oficjalnie Polski Cmentarz Wojenny w Katyniu. W miejscu tym prowadzone były ekshumacje i prace archeologiczne. W 1943 jego ciało zostało zidentyfikowane w toku ekshumacji prowadzonych przez Niemców pod numerem 3911 – dosł. określony jako Dewzind Witold. Przy jego zwłokach zostały odnalezione 3 listy. Figuruje na liście Komisji Technicznej PCK pod numerem 03911.

### Życie prywatne
Był żonaty z Mieczysławą, z którą miał syna Wincentego. Jego żona i syn zostali wywiezieni do Kazachstanu, gdzie Mieczysława zmarła w 1944. Miał brata Władysława Dewoyno, popularnego aktora w Polsce powojennej, związanego przede wszystkim z teatrami Wrocławia i Łodzi.

## Upamiętnienie
5 października 2007 minister obrony narodowej Aleksander Szczygło mianował go pośmiertnie na stopień porucznika. Awans został ogłoszony 9 listopada 2007 w Warszawie, w trakcie uroczystości „Katyń Pamiętamy – Uczcijmy Pamięć Bohaterów”.
Jego nazwisko wymieniono na głazie pamiątkowym na Ogrodach w Poznaniu.
13 kwietnia 2016, w ramach akcji „Katyń... pamiętamy” / „Katyń... Ocalić od zapomnienia”, w ogrodzie Pałacu Prezydenckiego został zasadzony Dąb Pamięci poświęconego wszystkim Ofiarom Zbrodni Katyńskiej, certyfikat z numerem 1.